# Lista över politiska partier i Irland
Det här är en lista över politiska partier i Republiken Irland.
| Partinamn | Partinamn                         | Förk.      | Ledare              | Ideologi                                  | Position        | EU-grupp | Grundat                    | Mandat       | Mandat         |  |
| Partinamn | Partinamn                         | Förk.      | Ledare              | Ideologi                                  | Position        | EU-grupp | Grundat                    | Dáil Éireann | Seanad Éireann |  |
|           | Fianna Fáil                       | FF         | Micheál Martin      | Konservatism Irländsk republikanism       | Mitten-höger    | Renew    | 1926                       | 38 / 160     | 21 / 60        |  |
|           | Sinn Féin                         | SF         | Mary Lou McDonald   | Vänsternationalism Irländsk republikanism | Vänster         | GUE/NGL  | 1905/1970 (nuvarande form) | 37 / 160     | 4 / 60         |  |
|           | Fine Gael                         | FG         | Simon Harris        | Kristdemokrati Liberalkonservatism        | Mitten-höger    | EPP      | 1933                       | 35 / 160     | 16 / 60        |  |
|           | Comhaontas Glas                   |            | Eamon Ryan          | Ekologism                                 | Mitten          | G/EFA    | 1981                       | 12 / 160     | 5 / 60         |  |
|           | Arbetarpartiet                    | Lab.       | Ivana Bacik         | Socialdemokrati                           | Mitten-vänster  | S&D      | 1912                       | 6 / 160      | 4 / 60         |  |
|           | Socialdemokraterna                | Soc. Dems. | Holly Cairns        | Socialdemokrati                           | Mitten-vänster  | -        | 2015                       | 6 / 160      | 0 / 60         |  |
|           | Solidarity - People before profit | S-PBP      | Gemensamt ledarskap | Ekosocialism Trotskism                    | Radikal vänster | -        | 2015                       | 5 / 160      | 0 / 60         |  |
|           | Självständigt Irland              |            | -                   | Socialism                                 | Vänster         | -        | 2014                       | 3 / 160      | 0 / 60         |  |
|           | Aontú                             |            | Peadar Tóibín       | Irländsk republikanism Värdekonservatism  | Höger           | -        | 2019                       | 1 / 160      | 0 / 60         |  |
|           | Obundna för förändring            |            | -                   | Socialism                                 | Vänster         | -        | 2014                       | 1 / 160      | 0 / 60         |  |
|           | Human Dignity Alliance            |            | Rónán Mullen        | Värdekonservatism                         | Höger           | -        | 2018                       | 0 / 160      | 1 / 60         |  |